# 1980年ドイツ連邦議会選挙
1980年ドイツ連邦議会選挙（1980ねん ドイツ れんぽうぎかい せんきょ、ドイツ語: Bundestagswahl 1980）は、ドイツ連邦共和国（当時西ドイツ）の下院に該当する連邦議会（Deutscher Bundestag）の議員を選出するため1980年10月に行われた選挙である。

## 概要
シュミット首相の下で行われた総選挙である。この選挙では、キリスト教民主・社会同盟（CDU／CSU）の首相候補として、連邦議会内における最右派政党であるキリスト教社会同盟（CSU）のフランツ・ヨーゼフ・シュトラウスが指名され、社会民主党（SPD）の首相候補であるシュミット首相との激しい選挙戦が行われたが、SPDとFDPの連立与党が勝利を収めた。

## 選挙データ
- 連邦首相：ヘルムート・シュミット（ドイツ社会民主党）
- 与党：社会民主党（SPD）＋自由民主党（FDP）
- 連邦議会定数：497議席
- 選挙制度：小選挙区比例代表併用制（小選挙区制248議席）
  - 全体の議席は第2投票（政党への投票）の得票に応じて比例配分されるが、少数政党の乱立を防止する観点から、①全国集計で5％以上の得票を得る、②第1投票（選挙区候補者への投票、最多得票を得た候補が当選）で3名以上の当選者を出した、いずれかの要件を満たした政党にのみ比例配分される。尚、選挙区議席が比例配分議席を上回った場合は超過議席となる。
- 有権者数：43,231,741名

## 選挙結果
- 投票日：1980年10月5日
- 投票者数：38,292,176名（投票率88.6％）
- 有効票数：37,938,981票（政党投票）

| 党派                                  | 党派                       | 候補者投票 | 候補者投票 | 政党投票   | 政党投票 | 議席数   | 議席数     |
| 党派                                  | 党派                       | 得票       | ％         | 得票       | ％       | 全体議席 | （選挙区） |
| ------------------------------------- | -------------------------- | ---------- | ---------- | ---------- | -------- | -------- | ---------- |
| ドイツ社会民主党 （SPD）              | ドイツ社会民主党 （SPD）   | 16,808,861 | 44.5       | 16,260,677 | 42.9     | 218      | 127        |
| キリスト教 民主・社会同盟 （CDU/CSU） | キリスト教民主同盟 （CDU） | 13,467,207 | 35.6       | 12,989,200 | 34.2     | 174      | 81         |
| キリスト教 民主・社会同盟 （CDU/CSU） | キリスト教社会同盟 （CSU） | 3,941,365  | 10.4       | 3,908,459  | 10.3     | 52       | 40         |
| 自由民主党 （FDP）                    | 自由民主党 （FDP）         | 2,720,480  | 7.2        | 4,030,999  | 10.6     | 53       | 0          |
| 合計                                  | 合計                       | 合計       | 合計       | 合計       | 合計     | 497      | 248        |

- 出典：Wahl zum 9.Deutschen Bundestag am 05.Oktober 1980
- 超過議席はSPDの1議席

選挙の結果、SPDとFDPの連立与党が勝利を収め、引き続き政権を維持することとなったが、これはCDU／CSUの首相候補であるシュトラウスが最右派に位置する人物で、彼の登場による右傾化を懸念したCDUの支持層を含む中間層の有権者が連立政権側に流れたことが大きな理由である。特に中間政党であるFDPは、シュトラウス首相誕生を危惧するCDU支持者の一部、SPD+FDPの連立政権終焉を恐れた若干のSPD支持者の票を集め、第2投票で10.6％と当時としては最高の結果を挙げることができた。また、この選挙では当時一部の州議会（ブレーメン州、バーデンヴュルテンベルク州）で議席を得ていた環境政党である緑の党が連邦議会選挙に初挑戦したが、第2投票で1.5％に留まり議席獲得はできなかった。

## 参考書籍
- 渡辺重範著『ドイツ近代選挙制度史』成文堂